# 789 (szám)
A 789 (római számmal: DCCLXXXIX) egy természetes szám, félprím, a 3 és a 263 szorzata.

## A szám a matematikában
A tízes számrendszerbeli 789-es a kettes számrendszerben 1100010101, a nyolcas számrendszerben 1425, a tizenhatos számrendszerben 315 alakban írható fel.
A 789 páratlan szám, összetett szám, azon belül félprím, kanonikus alakban a 31 · 2631 szorzattal, normálalakban a 7,89 · 102 szorzattal írható fel. Négy osztója van a természetes számok halmazán, ezek növekvő sorrendben: 1, 3, 263 és 789.
A 789 négyzete 622 521, köbe 491 169 069, négyzetgyöke 28,08914, köbgyöke 9,24043, reciproka 0,0012674. A 789 egység sugarú kör kerülete 4957,43321 egység, területe 1 955 707,400 területegység; a 789 egység sugarú gömb térfogata 2 057 404 185,1 térfogategység.